# جاك هيرشمان
جاك هيرشمان ( بالانجليزية ؛ Jack Hirschman) (13 ديسمبر 1933 - 22 أغسطس 2021)كان شاعرا وناشط اجتماعي أمريكي كتب أكثر من 100 مجلد من الشعر والمقالات.

## النشأة والتعليم

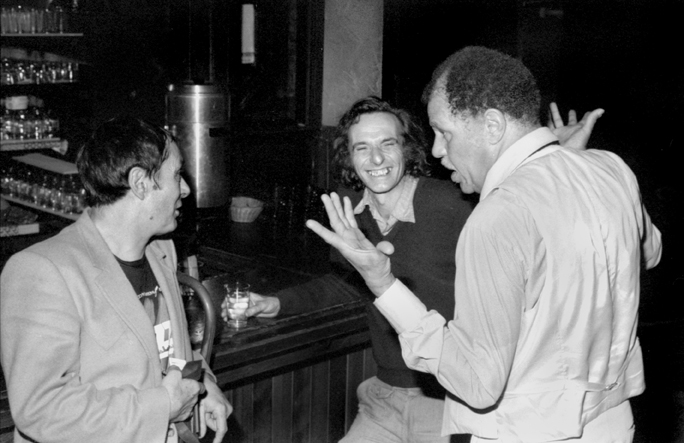
عازفا الساكسفون آرت بيبر (يسار) وديكستر جوردون (يمين) يتحدثان مع الشاعر جاك هيرشمان من نورث بيتش (وسط) في بار نادي الجاز كيستون كورنر، سان فرانسيسكو، 31 أكتوبر 1981. تصوير: بريان ماكميلين

ولد هيرشمان في 13 ديسمبر 1933، في مدينة نيويورك، في عائلة يهودية روسية.حصل على درجة البكالوريوس من كلية مدينة نيويورك في عام 1955، ودرجة الماجستير في عام 1957، ودرجة الدكتوراه في عام 196) من جامعة إنديانا 

## وفاة
توفي هيرشمان لأسباب متعلقة بفيروس كورونا في منزله في سان فرانسيسكو، في 22 أغسطس 2021، عن عمر يناهز 87 عاما.لقد ثبتت إصابته بفيروس كورونا (COVID-19).